# کریستا میکونن
کریستا یوهانا میکونن (زاده ۱۵ نوامبر ۱۹۷۲ در هامینا ، فنلاند) سیاستمدار فنلاندی است. او عضو حزب سبز و همچنین عضو  پارلمان فنلاند و وزیر کشور فنلاند می باشد. کریستا در یوئنسو مشغول زندگی است، ولی دوران کودکی اش را در کوریا طی نمود. کریستا  به طور نخستین بار در انتخابات پارلمانی ۲۰۱۵ برای حوزه انتخابیه ساوو-کارلیا درپارلمان فنلاند منصوب گردید.   بعدها او در  بین سال‌های ۲۰۱۶ تا ۲۰۱۹ مسئول اعضای پارلمانی حزب سبز می شود. بعد از آن کریستا با مدرک کارشناسی ارشد فلسفه از دانشگاه ژونسو  یا همان ( دانشگاه فعلی فنلاند شرقی ) در کارلیای شمالی در سال ۲۰۰۳ فارغ التحصیل می شود 

## سایر فعالیت ها
کریستا همچنین در سال‌های ۲۰۱۷ تا ۲۰۱۹ عضو هیئت مشاوران اداره حسابرسی ملی فنلاند با نام رسمی (ان آ او اف) می شود.